# إريك ديفندورف
إريك ديفندورف (بالإنجليزية: Eric Devendorf)‏ مواليد 21 أبريل 1987 في باي سيتي، هو لاعب كرة سلة أمريكي سابق. بدأ مسيرته الاحترافية في سنة 2009. لعب في تجمع ساحل الأطلسي. يبلغ طوله 6 قدم 4 بوصة (1.9 م). اعتزل اللعب في 2016.

## المسيرة الاحترافية
لعب مع ويلينغتون ساينتس في سنة 2010، ثم لعب مع ملبورن يونايتد في الدوري الأسترالي في موسم 2010–2011، ثم لعب مع توركو كونياسبور في الدوري التركي في سنة 2011.

## روابط خارجية
- إريك ديفندورف على موقع كرة السلة الأوروبية.كوم (الإنجليزية)
- إريك ديفندورف على موقع كلية كرة السلة في سبورتس رفرنس.كوم (الإنجليزية)
- إريك ديفندورف على موقع ريلجم (الإنجليزية)
- إريك ديفندورف على موقع بروبوليرز (الإنجليزية)
- إريك ديفندورف على موقع سبورتس رفرنس (الإنجليزية)
- إريك ديفندورف على موقع سبورتس رفرنس (الإنجليزية)